# Clapage

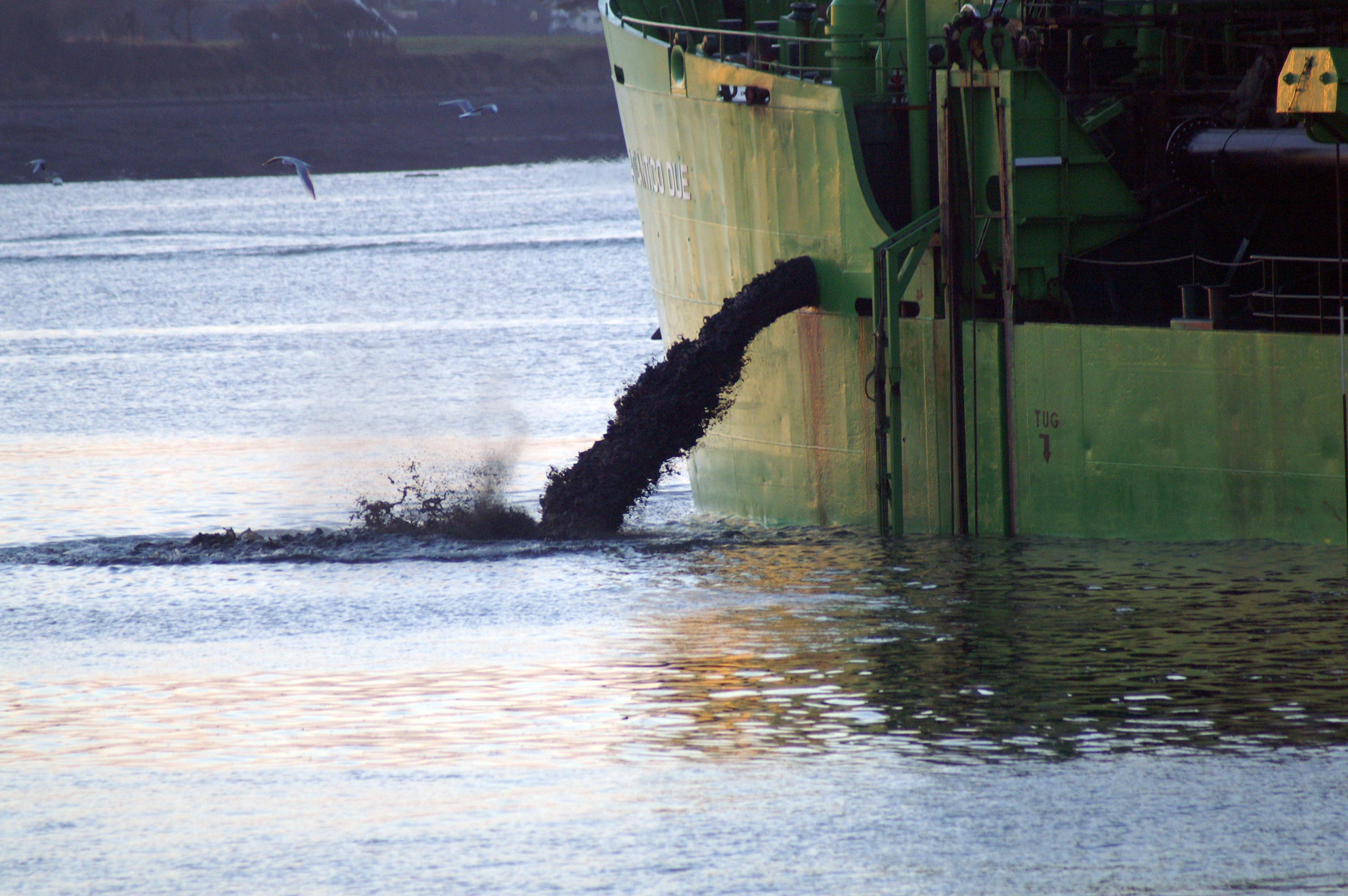
La drague Atlantico Due au travail en rade de Lorient

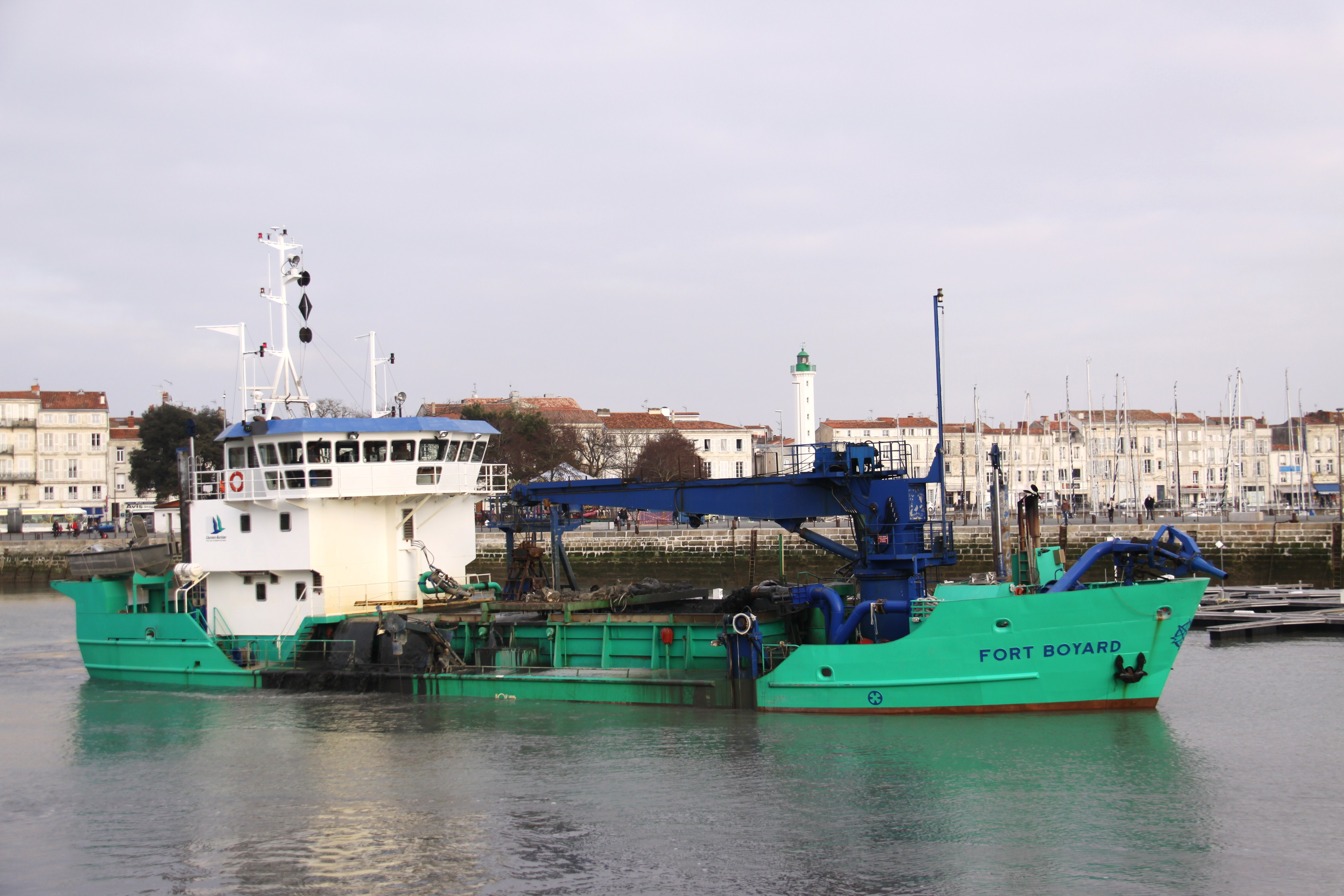
La drague Fort-Boyard (Charentes)

Le clapage est l'opération consistant à déverser en mer des substances (généralement, déchets ou produits de dragage), en principe à l'aide d'un navire dont la cale peut s'ouvrir par le fond.
Souvent, par extension, le clapage désigne toute opération de rejet en mer de boues ou de solides (par exemple, par refoulement à l'aide de pompes).

## Impacts environnementaux
Dans les cas de sols ou sédiments pollués immergés en mer, le clapage est une source importante de problèmes environnementaux, pour trois raisons principales :
- le transfert de polluants présents dans les boues (métaux lourds, pesticides, nutriments en excès) vers les milieux marins ;
- l'asphyxie ou la destruction du milieu de rejet (au point de rejet et à une proximité plus ou moins étendue selon la nature des matériaux). Diverses espèces non ensevelies, mais touchées par la retombée des sédiments mis en suspension meurent ou sont perturbées par le colmatage de leurs branchies ou organes de filtration ;
- la forte augmentation de la turbidité au moment du clapage et dispersion par le courant d'un « panache » de particules en suspension (polluantes et/ou empêchant la lumière solaire de pénétrer l'eau, au détriment de la photosynthèse), qui peut modifier le milieu sur des dizaines de kilomètres en aval.

C'est pourquoi dans certains pays, il nécessite des autorisations et dans certains cas procédures d'études d'impact et d'enquête publique, afin notamment de ne pas contribuer à l'extension de zones mortes marines, ou de choisir des lieux et époques de clapage réduisant le risque écologique.

En Europe, la démarche EcoPort étudie des moyens de minimiser l'impact des dragages portuaires.

## Méthodes de traçage des sédiments clapés
La complexité du traçage des sédiments clapés réside dans le fait que la source et le substrat (i.e. sédiments en place sur lesquels les sédiments sont clapés) sont de natures chimique et minéralogique proches. Les méthodes sédimentologiques de traçage communément employées sont la granulométrie, la géochimie ou la minéralogie. Au cours de la dernière décennie, le monitoring de clapages a fait l’objet de nombreuses innovations scientifiques, notamment par l’utilisation des radionucléides naturels  ou des techniques acoustiques . Par ailleurs, une étude expérimentale a été réalisée en 2013 utilisant les propriétés magnétiques naturelles des sédiments comme nouveau traceur des sédiments clapés en mer. Le principe est le suivant : les sédiments dragués provenant du continent présentent des susceptibilités magnétiques supérieures (par leurs fortes concentrations relatives en argiles ferromagnétiques comme la magnétite) au bruit de fond naturel du fond de la mer (présentant de plus faibles concentrations relatives en argiles ferromagnétiques et en contrepartie de plus fortes concentrations en carbonates diamagnétiques). La dilution de ce matériel ferromagnétique clapé en mer permet ainsi d’estimer la résilience sédimentaire du milieu.